# Stereum bellum
Stereum bellum är en svampart som först beskrevs av Kunze, och fick sitt nu gällande namn av Pier Andrea Saccardo 1888. Stereum bellum ingår i släktet Stereum och familjen Stereaceae.   Inga underarter finns listade i Catalogue of Life.